# Jeremy Northam
Jeremy Philip Northam (Cambridge, Cambridgeshire, 1 de desembre del 1961) és un actor anglès. Northam és fill de Rachel, una professora d'economia, i John Northam, un professor de literatura i teatre. Northam es formà al Royal National Theatre, on hi reemplaçà Daniel Day-Lewis al rol de Hamlet (1988). Feu el seu debut al cinema americà amb “The Net”.

## Biografia
És el més jove dels quatre fills de la seva mare Rachel (nascuda Howard), professora d'economia, i del seu pare, John Northam, professor de literatura i de teatre, i especialista en Henrik Ibsen, que ha ensenyat al Clare College de la Universitat de Cambridge, i a la Universitat de Bristol.
Jeremy Northam fa els seus estudis superiors a la Universitat de Londres, on obté en 1984 un Bachelor of Arts anglès. Estudia art dramàtic a la Bristol Old Vic Theatre School.
El 1989, reemplaça Daniel Day-Lewis al primer paper de Hamlet i assoleix en 1990 el premi Laurence Olivier a la millor esperança per la seva interpretació a The Voysey Inheritance de Harley Granville Barker.
Als anys 1990 i 2000, apareix a diversos films, com Carrington de Christopher Hampton (1995), Emma de Douglas McGrath (1996), The Winslow Boy de David Mamet (1999), Any Ideal Husband d'Oliver Parker (1999) i Enigma de Michael Apted (2001). Interpreta l'actor i cantant Ivor Novello a Gosford Park de Robert Altman (2001) que li val, amb els altres actors i actrius del film, el premi Screen Actors Guild al millor repartiment l'any 2002. Assumeix un triple paper al film de ciència-ficció Cypher (2002) de Vincenzo Natali.
A la televisió, és Dean Martin al telefilm americà Martin and Lewis  (2002) i encarna Thomas More a la Sèrie de televisió canadenco-irlandesa Els Tudors l'any 2007-2008.

## Filmografia
Les seves pel·lícules més destacades són
- Suspicion (1987) (TV)
- Wish Me Luck (1987–88) (Sèrie TV)
- Journey's End (1988) (TV)
- Piece of Cake (1988) (minisèrie)
- Emily Brontë's Wuthering Heights (1992)
- A Fatal Inversion (1992) (BBC TV)
- Soft Top Hard Shoulder (1992)
- A Village Affair (1994) (BBC TV)
- Voices (1995)
- The net (La xarxa) (The Net) (1995)
- Carrington (1995)
- Emma (1996)
- Amistad (1997)
- Mimic (1997)
- Gairebé totes les dones són iguals (The Misadventures of Margaret) (1998)
- The Tribe (1998) (TV)
- The Winslow Boy (1999)
- An Ideal Husband (1999)
- Gloria (1999)
- Happy, Texas (1999)
- The Golden Bowl (2000)
- Gosford Park (2001)
- Enigma (2001)
- Martin and Lewis (2002) (TV)
- Cypher (2002)
- Possessió (Possession) (2002)
- La sentència (The Statement) (2003)
- El detectiu cantant (The Singing Detective) (2003)
- Bobby Jones: A Stroke of Genius (2004)
- Tristam Shandy (A Cock and Bull Story) (2005)
- Guy X (2005)
- Checkmate (2006)
- The Invasion (2007)
- Dean Spanley (2008)
- Fiona's Story (2008) (TV)
- The Tudors (2007–2008)
- Glorious 39 (2009)
- Creation (2009)
- Miami Medical (2010) sèrie TV
- Espies des del cel (2015)